# Стыла
Сты́ла (укр. Стила) — село в Кальмиусском районе Донецкой области Украины.

## География
К юго-западу от села до 23 февраля 2022 года проходила линия разграничения сил в Донбассе (см. Второе минское соглашение).

### Соседние населённые пункты по сторонам света
ЮЗ: Николаевка, Новогнатовка, Богдановка, Викторовка
СЗ: город Докучаевск, Коммунаровка
С: Песчаное, Новобешево
СВ: Каменка, Старобешево
В: Кипучая Криница, Родниково, Зерновое
Ю: Петровское, Новоласпа

## История
Село Стыла было основано в 1779 году греческими переселенцами из Крыма.
Село относилось к Игнатьевской волости Мариупольского уезда Екатеринославской губернии. С 1916 года — центр Стыльской волости.
В 1920 году был образован Стыльский сельский совет, с 1923 по 1925 год существовал и Стыльский район (в 1923—1924 годах с центром в селе Стыла).

## Население
Численность населения по данным переписи 2001 года составляла 2199 человек. В национальном составе преобладают греки (85 %).

## Достопримечательности
Возле села находится геологический памятник природы общегосударственного значения Стыльское обнажение.

## Местная власть
Адрес местной власти: 80021, Донецкая обл., Кальмиусский р-н, пгт Старобешево, пл. Ленина 6.